# Clive Granger
Sir Clive William John Granger (Swansea, 1934 - La Jolla, 2009) fou un economista i professor universitari gal·lès guardonat amb el Premi del Banc de Suècia de Ciències Econòmiques en memòria d'Alfred Nobel l'any 2003.

## Biografia
Va néixer el 4 de setembre de 1934 a la ciutat de Swansea, població situada al sud de Gal·les. De ben petit es traslladà a la població de Lincoln, però durant la Segona Guerra Mundial s'instal·là a Cambridge. A l'acabar la guerra es traslladà a la ciutat de Nottingham, estudiant en la universitat d'aquesta ciutat, on es graduà l'any 1955 i realitzant el doctorat el 1959. Aquell mateix any es traslladà fins a la Universitat de Princeton per ampliar els coneixements, i el 1966 va esdevenir professor a la Universitat de Nottingham. El 1974 s'establí a San Diego (EUA), esdevenint professor de la universitat d'aquesta ciutat.
L'any 2005 fou nomenat Cavaller per part de la reina Elisabet II del Regne Unit.

## Recerca econòmica
Interessat en els camps de la demografia, prospecció econòmica, economia financera i la teoria econòmica essencial, ha destacat en el camp de l'anàlisi temporal i desenvolupant el concepte de cointegració. Desenvolupà, així mateix, el model anomenat Casualitat de Granger, que mitjançant l'ús d'un test aconsegueix comprovar si els resultats d'una variable serveixen per predir una altra variable, alhora d'observar la seva capacitat unidireccional o bidireccional.
L'any 2003 fou guardonat amb la meitat del Premi del Banc de Suècia de Ciències Econòmiques per la seva recerca sobre els mètodes d'analitzar sèries temporals econòmiques amb un camp comú, i que ell denominà cointegració. L'altra meitat del premi recaigué en Robert F. Engle pels seus mètodes d'anàlisis de sèries temporals econòmiques amb volatilitat variable en el temps, model que ell anomenà ARCH.

## Obra seleccionada
- 1964: Spectral Analysis of Economic Time Series. Princeton University Press. Conjuntament amb M. Hatanaka.
- 1966: "The typical spectral shape of an economic variable". Econometrica 34: 150-161.
- 1969: "Investigating causal relations by econometric models and cross-spectral methods". Econometrica 37: 424-438.
- 1969: "The combination of forecasts". Operations Research Quarterly 20: 451-468. Conjuntament amb J. Bates.
- 1974: "Spurious regressions in econometrics". Journal of Econometrics 2: 111-120.
- 1977: Forecasting Economic Time Series. Academic Press.
- 1980: "An introduction to long-memory time series models and fractional differencing". Journal of Time Series Analysis 1: 15-30. Conjuntament amb R. Joyeux.
- 1987: "Co-integration and error-correction: Representation, estimation and testing". Econometrica 55: 251-276. Conjuntament amb Robert F. Engle.